# Nętne
Nętne dawniej też Nętne–Bobrek – wieś w Polsce położona w województwie mazowieckim, w powiecie białobrzeskim, w gminie Stromiec.
Administracyjnie wieś wchodzi w skład sołectwa Bobrek-Kolonia.
W latach 1975–1998 miejscowość administracyjnie należała do województwa radomskiego.
Wierni Kościoła rzymskokatolickiego należą do parafii św. Jana Chrzciciela w Stromcu.